# Battaglia di Borisov
La battaglia di Borisov ebbe luogo il 21 novembre 1812, tra l'esercito francese e parti dell’esercito russo. I russi, comandati da Charles de Lambert, sconfissero i napoleonici, guidati dal generale Dąbrowski.

## Antefatti
I francesi avevano subito una sconfitta solo due settimane prima durante la battaglia di Krasnoi. L'esercito di Napoleone ammontava a non più di 20000 soldati. Tuttavia, l'unione con le forze di Victor, Oudinot e Dąbrowski riportò la forza numerica della Grande Armée a circa 49000 soldati, a cui si aggiungevano altri 40000 sbandati.
Nel frattempo, Minsk era già stata occupata dall'ammiraglio Chichagov il 16 novembre 1812. A sua disposizione vi erano circa 31500 soldati e ne avrebbe fatto uso per impedire ai napoleonici di attraversare la Beresina.

## La battaglia
Dąbrowski giunse a Borisov la sera del 20 novembre. La città era un punto di passaggio obbligato per attraversare la gelida Beresina e costituiva una preziosa quanto vitale testa di ponte. A causa dell'oscurità a della pessima organizzazione delle truppe francesi sul posto, Dąbrowski  non si accorse che il suo fianco sinistro era stato lasciato scoperto.
Nel frattempo, i russi di Lambert si prepararono per attaccare: divisi in tre colonne, ognuna composta da un reggimento, e supportati dall'artiglieria, avanzarono contro la città alle prime luci del giorno seguente, cogliendo di sorpresa i napoleonici. Tutti i reparti a disposizione di Dąbrowski furono respinti, con l'eccezione di un battaglione del Württemberg. Non potendo mantenere la posizione, Dąbrowski cercò di evacuare la città, portando uomini e bagagli sulla sponda orientale del fiume, protetto dalla propria artiglieria. I russi, tuttavia, riuscirono a sfondare le difese dei francesi, facendo numerosissimi prigionieri e causando altrettanti morti.

## Conseguenze
I francesi furono quasi annientati: dei 3000-4000 uomini inizialmente disponibili, almeno 1500 furono i caduti ed altrettanti furono fatti prigionieri. Dal canto loro, anche i russi non uscirono indenni dallo scontro: quasi 2000 furono tra feriti e caduti, tra questi ultimi il generale Engelhardt. Lo stesso Lambert fu ferito gravemente ad una gamba.
I superstiti francesi si aggregarono alle forze di Oudinot, non arrivate in tempo per supportare l'avanguardia a controllo della testa di ponte. Il maresciallo, nei giorni seguenti, ingaggiò nuovamente i russi, riportando una vittoria. Ciò nonostante, non riuscì ad impedire che il ponte della città venisse distrutto il 22 novembre: i francesi si ritrovarono bloccati sulla sponda orientale del fiume con gli eserciti di Wittgenstein e Kutuzov che convergevano verso la loro posizione.